# قشلاق جليلو
قشلاق جليلو هي قرية في مقاطعة بارس أباد، إيران. يقدر عدد سكانها بـ 673 نسمة بحسب إحصاء 2016.